# Forze terrestri dell'Esercito della Repubblica Islamica dell'Iran
Le Forze terrestri dell'Esercito della Repubblica Islamica dell'Iran (in persiano نیروی زمینی ارتش جمهوری اسلامی ایران‎, Nirvi-ye Zemini-ye Artesh-e Jimhuri-ye Eslâmi-ye Iran), acronimate NEZAJA (in persiano نزاجا‎, NUZEJA) sono le forze terrestri dell'Esercito regolare della Repubblica Islamica dell'Iran.
Secondo il CSIS, nel 2007 si stima che l'esercito regolare iraniano contasse 357.000 persone (167.000 coscritti e 190.000 professionisti) più circa 350.000 riservisti per un totale di 700.000 soldati. È la nona forza di terra più grande al mondo, la nona forza corazzata più grande a livello globale e possiede la più grande flotta dell'aviazione dell'esercito del Medio Oriente. I coscritti prestano servizio per 21 mesi e hanno un addestramento militare professionale.

## Storia

### Antichità
In Iran, un esercito nazionale venne formato dopo l'istituzione dell'Impero persiano. Gli eserciti nazionali di solito apparivano in tutti i punti di forza del paese, mentre nei periodi di debolezza i mercenari e gli eserciti di leva venivano reclutati temporaneamente dai feudi. Il nucleo originale delle truppe a tempo pieno e delle guardie del corpo imperiali era chiamato Immortali e venne istituito nel 580 a.C. da Ciro il Grande. Questi vennero sostituiti dai Junishapur del Shâhanshâh (Re dei Re) durante la dinastia sasanide dopo un periodo di disunione e caos nel paese. In seguito all'invasione islamica dell'Iran e all'eventuale rinascita delle dinastie iraniane, venne formato un nuovo esercito a tempo pieno con il nome di Qezelbash nella dinastia safavide. Il periodo Qajar vide diversi tentativi di rimodellare l'esercito iraniano tradizionale basato su modelli occidentali. Questi vennero accolti con successo limitato al momento.

### L'era Pahlavi

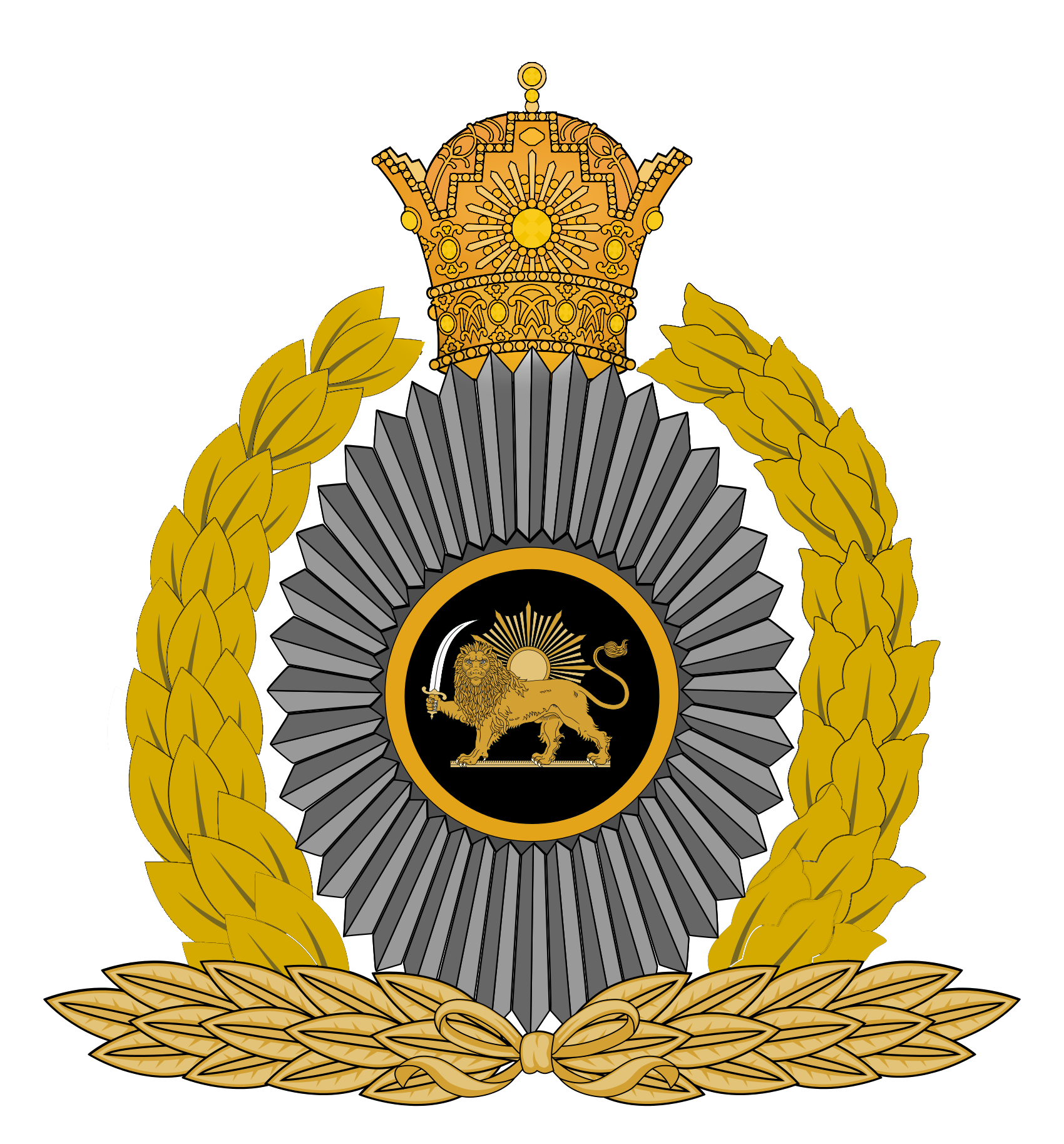
L'insegna delle Forze Terrestri dell'Esercito Imperiale

"Nel 1918 le forze armate Qajar consistevano di quattro unità militari separate, comandate da stranieri. Anche diverse forze provinciali e tribali avrebbero potuto essere attivate in caso di emergenza, ma la loro affidabilità era molto discutibile. Il più delle volte, queste si opposero ai tentativi di centralizzazione del governo, in quanto Teheran veniva percepita essere subordinata alla volontà delle potenze straniere. Le condizioni delle forze armate Qajar erano fonte di forte preoccupazione per il governo centrale: primo, per la rissosità mai sopita tra le tribù, soprattutto per motivi religiosi, e secondariamente la costante presenza di ufficiali stranieri nelle posizioni di comando."
"Leale, disciplinata e ben addestrata, l'unità di governo più efficace era la brigata cosacca persiana,  composta da circa 8 000 uomini. Venne creata nel 1879 e sotto il comando di ufficiali dell'esercito imperiale russo fino alla Rivoluzione d'ottobre del 1917. Dopo tale data il comando passò in mano iraniana, rappresentando comunque il nucleo delle nuove forze armate iraniane. Ufficiali svedesi comandavano la Gendarmeria composta da circa 8 400 uomini, organizzata dal 1911 come prima forza di sicurezza interna. Il Regno Unito finanziò la formazione di 6000 fucilieri della Persia meridionale, comandati da ufficiali britannici fin dal loro inizio, avvenuto nel 1916. Il loro compito principale era quello di combattere le forze tribali fomentate da agenti tedeschi nel corso della prima guerra mondiale. La Guardia di palazzo Qajar, il Niẓām, comandata da un ufficiale svedese, era una forza originariamente composta da 2000 uomini, anche se calò rapidamente a causa di rivalità interne. Così, durante la prima guerra mondiale, i 24400 soldati di queste quattro distinte unità militari composero una delle forze più deboli della storia iraniana."
Dopo la prima guerra mondiale, l'esercito si era ridotto, ma non molto sulla carta, contando apparentemente 25.000 in totale. Nel 1920 consisteva dei cosacchi persiani; la Gendarmeria, ampliata da due reggimenti rimasti fedeli; e i fucilieri della Persia meridionale e l'esercito regolare, ridotto alla Brigata centrale a Teheran, con una forza teorica di 2.200 uomini.
Nel 1925, in seguito all'ascesa della dinastia Pahlavi, il nuovo esercito imperiale iraniano divenne una priorità. Nel 1941, era pari a 125.000 soldati, cinque volte la sua dimensione originale, considerato ben addestrato e ben attrezzato. Tuttavia, l'esercito si concentrò sulle operazioni di sicurezza interna, piuttosto che, Farrokh affermava, alla "lotta alle armate sovietiche e occidentali ben guidate e attrezzate". Ward scrive che "le sedici divisioni dell'esercito erano sparse in tutto il paese nelle loro guarnigioni domestiche, e solo alcune delle divisioni occidentali avevano ricevuto rinforzi significativi di fanteria e artiglieria". Il mag. gen. Hassan Mogaddam, il comandante della 5ª Divisione, venne messo a capo di tutte le forze occidentali. La difesa dell'area di Khorramshahr-Ahvaz fu posta sotto il contrammiraglio della marina Gholamali Bayandor, con i suoi marinai più una brigata della 6ª Divisione dell'esercito.
Nel 1941 i sovietici ed i britannici lanciarono l'Invasione dell'Iran, dal 25 agosto al 17 settembre 1941. Londra e Mosca avevano insistito affinché lo Scià espellesse la grande popolazione tedesca dell'Iran e consentisse alle spedizioni di rifornimenti bellici di attraversare il paese in rotta verso l'Unione Sovietica. Entrambe queste richieste si rivelarono inaccettabili per Reza Shah; era solidale con la Germania, e l'Iran aveva dichiarato la sua neutralità nella seconda guerra mondiale. La posizione dell'Iran era così strategicamente importante per lo sforzo bellico degli Alleati, tuttavia, che Londra e Mosca scelsero di violare la neutralità di Teheran. Da sud mosse la Paiforce britannica, sotto il comando del tenente generale Edward Quinan, costituita dalla 8ª e 10ª Divisione di fanteria indiana, più altre tre brigate. Nel frattempo, i sovietici invasero da nord. Tre armate, la 44ª, la 47ª e la 53ª Armata del Fronte Transcaucasico sotto il comando del generale Dmitrij Timofe'evič Kozlov, occuparono le province del nord dell'Iran.
Le forze Alleate travolsero l'esercito iraniano in soli tre giorni, mentre la neonata Forza Aerea Imperiale iraniana e la Marina Imperiale iraniana subirono gravi danni. I coscritti disertarono a migliaia. Con la base del suo potere istituzionale in rovina, Reza Shah abdicò in favore del suo giovane figlio, Mohammad Reza Pahlavi. In assenza di una vasta base del potere politico e con un esercito in frantumi, il giovane scià affrontò un compito quasi impossibile di ricostruzione. Non vi era alcuna simpatia popolare per l'esercito, in vista della percezione diffusa, e in gran parte precisa, che si trattava fino ad allora di un brutale strumento per sostenere un regime dittatoriale. Mohammad, nel 1942, distanziandosi dalle forze armate europee, invitò gli Stati Uniti ad inviare una missione militare per operare una ricostruzione dell'esercito. Con la consulenza americana, l'accento venne posto sulla qualità piuttosto che sulla quantità.
Il piccolo, ma più sicuro esercito, sorto grazie alla formazione americana, fu sufficientemente in grado di partecipare alla campagna del 1946 in Azerbaigian per abbattere una ribellione separatista ispirata dal regime sovietico. Durante i tre anni di occupazione, Stalin aveva esteso l'influenza politica, sia in Azerbaigian, che nella zona curda nel nord-ovest dell'Iran. Il 12 dicembre 1945, dopo settimane di scontri violenti, venne fondata la separatista e filo-sovietica Repubblica Popolare dell'Azerbaigian e, verso la fine del 1945, la Repubblica Popolare Curda. Le truppe iraniane, inviate a ristabilire il controllo, vennero bloccate da unità sovietiche dell'Armata Rossa. Quando giunse il termine per il ritiro, il 2 marzo 1946, sei mesi dopo la fine delle ostilità, gli inglesi iniziarono a ritirarsi, ma Mosca rifiutò, con la giustificazione secondo cui vi erano potenziali minacce alla sicurezza sovietica, e scatenando la crisi iraniana del 1946. Le truppe sovietiche non si ritirarono dall'Iran fino al maggio del 1946, a seguito della denuncia ufficiale dell'Iran al neonato Consiglio di Sicurezza delle Nazioni Unite e l'intensa pressione degli Stati Uniti.
A differenza del suo omologo del 1925, il Majles del 1946 era sospettoso dei piani dello Shah per la formazione di un forte esercito. Molti membri del parlamento temevano che l'esercito sarebbe stato ancora una volta usato dal potere politico. Per limitare la potenziale dominazione dello scià sul paese, l'assemblea limitò i bilanci militari.
Dall'edizione 1966-67 all'edizione 1969-70, l'IISS Military Balance elencò l'esercito iraniano con una divisione corazzata, sette divisioni di fanteria ed una brigata corazzata indipendente. Nell'edizione 1971-72 vennero elencate due divisioni corazzate, cinque divisioni di fanteria, la brigata corazzata indipendente ed altre brigate indipendenti. Nel giro di due anni, l'elenco passò rapidamente a tre divisioni corazzate e tre divisioni di fanteria.
Drammatiche riforme condussero nel paese molteplici consulenti occidentali, e, nel corso di più di tre decenni l'esercito, dal 1979, divenne il quinto più forte al mondo. Nel corso degli anni settanta le Forze di Terra Imperiali iraniane, come venivano chiamate allora, subirono una rapida trasformazione, seguito da un aumento dei reclutamenti. Durante questo periodo, l'Iran vide la formazione dell'aviazione militare, chiamata "Aviazione dell'Esercito Imperiale iraniano" (AEII), dotata soprattutto di aerei di fabbricazione americana.
Nei primi anni settanta il sultano dell'Oman, con il sostegno britannico. stava combattendo la guerra del Dhofar. Come risultato di iniziative diplomatiche del sultano Qābūs, lo Scià inviò una brigata di 1200 soldati e con i propri elicotteri per assistere le forze armate del sultano nel 1973. La brigata iraniana, per prima cosa, assicurò la liberazione della strada Salalah-Thumrait. Nel 1974, il contributo iraniano venne ampliato alla Task Force Imperiale iraniana. Tentarono di stabilire un'altra linea d'interdizione, nome in codice "Damavand Line", che andava dal Manston, a poche miglia ad est di Sarfait, alla costa vicino al confine con lo Yemen del Sud (la RPDY). La pesante opposizione dei ribelli, che comprendeva il fuoco d'artiglieria da dentro lo Yemen del Sud, ostacolò tale obiettivo per diversi mesi. Alla fine, la città di Rahkyut, che il FPLO aveva a lungo mantenuto come capitale del loro territorio liberato, si arrese alla task force iraniana. La TFII rimase in Oman nel dicembre 1975, poi ad una forza di 3000 uomini.
Il volume Library of Congress Country Studies per l'Iran pubblicato nel 1978 scrisse che:
"Durante gli anni '70 [...] le forze terrestri imperiali iraniane stavano subendo un rapido aumento di forza; quell'anno [sic] era una forza in gran parte meccanizzata e corazzata di circa 220.000 uomini. Alla fine del 1977 la sua precedente organizzazione in tre corpi d'armata, con quartier generali a Kermanshah, Teheran e Shiraz, venne abbandonata; i comandanti di divisione riferirono successivamente direttamente al comandante dell'esercito. L'esercito conteneva tre divisioni corazzate, ciascuna con sei battaglioni di carri armati e cinque battaglioni di fanteria meccanizzata; quattro divisioni di fanteria; quattro brigate indipendenti (due di fanteria, una aviotrasportata e 1 forza speciale); e il Comando dell'Aviazione dell'Esercito (una divisione di fanteria e una brigata di fanteria indipendente formavano la Guardia Imperiale). Si diceva che queste unità da combattimento fossero operative all'85 per cento, sebbene alcuni osservatori esterni dubitassero di questa affermazione. Durante la metà degli anni '70, l'80 per cento delle forze terrestri iraniane era dispiegato lungo il confine iracheno, anche se fonti ufficiali sostenevano che una gran parte poteva essere inviata ovunque nel paese [...] tramite i trasporti dell'aviazione. Si prevedeva che lo schieramento delle truppe si sarebbe spostato a sud alla fine degli anni '70 con l'apertura della struttura di Chah Bahar."
"Il Comando dell'aviazione dell'esercito in rapida crescita, le cui principali strutture operative erano situate a Isfahan, era in gran parte equipaggiato con aerei americani, sebbene alcuni elicotteri fossero di fabbricazione italiana. Nel 1977 l'aviazione militare operava una sessantina di velivoli leggeri ad ala fissa, sebbene la sua forza risiedesse nella sua flotta di circa 700 elicotteri da combattimento."
Due anni dopo, Gabriel elencò le principali formazioni delle forze terrestri imperiali iraniane nell'ultimo anno dello Scià, il 1979, tra cui la 16ª (Hamadan), l'81ª, l'88ª (Zahedan/Chah Bahar), e la 92ª Divisione corazzata. Altri dati suggeriscono che una divisione fosse organizzata nel Sistan e Baluchistan, presumibilmente l'88ª Divisione corazzata. Elencò anche tre divisioni di fanteria, la 2ª a Teheran, la 28ª Divisione di fanteria a Sanandaj, e la 77ª Divisione di fanteria a Mashad; due brigate di fanteria (la 64ª a Mahabad e l'84ª a Khorramabad), la 55ª Brigata aviotrasportata a Shiraz e il quartier generale della brigata delle forze speciali a Teheran.

### La Repubblica Islamica dell'Iran

Le insegne delle Forze di Terra dell'Esercito della Repubblica Islamica dell'Iran

Subito dopo la rivoluzione del 1979 una serie di purghe rimossero gran parte dei comandanti dell'esercito addestrati dagli occidentali. Queste includevano numerose esecuzioni ordinate da Sadegh Khalkhali, il nuovo giudice della Corte rivoluzionaria. Tra febbraio e settembre 1979, il governo iraniano giustiziò 85 generali anziani e costrinse tutti i maggiori generali e la maggior parte dei generali di brigata al pensionamento anticipato. Nel settembre 1980, il governo aveva epurato 12.000 ufficiali dell'esercito. Queste epurazioni provocarono un drastico calo delle capacità operative dell'esercito iraniano. Il loro esercito regolare (che, nel 1978, era considerato il quinto più potente del mondo) era stato gravemente indebolito. Una carenza di pezzi di ricambio per l'equipaggiamento di fabbricazione statunitense e britannica dell'Iran iniziò a paralizzare le forze militari iraniane. Il tasso di diserzione raggiunse il 60% e il corpo degli ufficiali venne devastato. I soldati e gli aviatori più abili vennero esiliati, imprigionati o giustiziati.
L'ultimo generale a capo dell'esercito imperiale iraniano fu il generale Gholam Ali Oveissi, assassinato a Parigi insieme a suo fratello nel 1984. Venne sostituito dal generale Abbas Gharebaghi, come capo di stato maggiore delle forze armate, che si alleò con la Repubblica islamica e smantellò l'esercito imperiale iraniano, che venne ribattezzato Esercito della Repubblica islamica dell'Iran.
Le due divisioni della Guardia Imperiale iraniana furono riunite nella 21ª Divisione di Fanteria.
Le epurazioni lasciarono l'esercito mal preparato quando l'Iraq invase l'Iran all'inizio della guerra Iran-Iraq. Una valutazione della CIA del 7 novembre 1979 affermava che le capacità militari iraniane «[...] non si sono riprese in modo significativo dal crollo delle forze armate nella rivoluzione di febbraio. Le capacità delle forze terrestri rimangono limitate nonostante alcuni miglioramenti nella disciplina e nella prontezza operativa negli ultimi mesi.»

#### La guerra Iran-Iraq
L'Iraq invase l'Iran, dando inizio alla guerra Iran-Iraq, il 22 settembre 1980. Durante tutta la guerra, l'Iran non riuscì mai a riprendersi completamente dalla fuga post-rivoluzionaria del personale militare. Le continue sanzioni impedirono all'Iran di acquisire molte armi pesanti, come carri armati e aerei. Quando si verificò l'invasione, molti piloti e ufficiali vennero rilasciati dal carcere, o le loro esecuzioni vennero commutate per combattere gli iracheni. Inoltre, molti ufficiali subalterni vennero promossi a generali, con il risultato che l'esercito era più integrato come parte del regime entro la fine della guerra, come lo è oggi. L'Iran aveva ancora almeno 1.000 carri armati operativi e poteva cannibalizzare attrezzature per procurarsi pezzi di ricambio.
Dal luglio 1985, l'IISS iniziò a definire le sedi delle tre armate dell'esercito iraniano, dove in precedenza non venne individuato alcun quartiere generale a livello di divisione. Questi centri vennero identificati da altre fonti come 1ª Armata (QG Kermanshah), 2ª Armata (QG Teheran) e 3ª Armata (QG Shiraz).
Nel 1987, e verso la fine della guerra Iran-Iraq, l'Artesh venne organizzato come segue:
- Tre divisioni meccanizzate, ciascuna delle quali composta da tre battaglioni corazzati e sei meccanizzati organizzati in tre brigate.
- Sette divisioni di fanteria.
- Una divisione di forze speciali composta da quattro brigate.
- Una brigata aviotrasportata.
- Un comando di supporto aereo.

e alcune brigate corazzate indipendenti che comprendevano la fanteria ed una "forza costiera".

#### Dopo la guerra Iran-Iraq
Una nuova squadra di comandanti, formati dalle loro esperienze vissute durante la guerra, ridusse drasticamente la dipendenza in materia di attrezzature e di formazione fornita dagli stranieri. Dopo la guerra l'esercito perseguì una drammatica ristrutturazione, in gran parte sotto totale segretezza. Mentre era ancora solo una mera ombra di sé stesso prima della rivoluzione, l'Artesh rapidamente riaffermò le sue capacità e iniziò a crescere di nuovo.
L'IISS ha stabilito che a un certo punto tra il 1992 e il 1995 venne creato un quartier generale portando a quattro le sedi delle armate. Più tardi, tra la metà del 1997 e la metà del 1999, venne formato u n quarto ed effettivo corpo militare. Anche il Jaffee Center's Middle East Military Balance, elenca quattro corpi che l'IISS aveva ipotizzato esistere.

## Status nel 2006/08
Janes ha riferito nel 2006 che l'esercito iraniano era composto da tre armate, per un totale di 15 divisioni. L'IISS riportò nel Military Balance 2008, l'esistenza di 2 quartier generali di corpo d'armata a livello regionale, cinque divisioni corazzate con alcune brigate indipendenti, sette divisioni di fanteria con alcune brigate indipendenti, una brigata delle forze speciali, due divisioni di commando con alcune brigate indipendenti, più una brigata aviotrasportata. Vi erano anche sei gruppi d'artiglieria e le forze aeree. Il numero di divisioni per alcuni anni non cambiò. Le formazioni spesso riportate includono la 23ª Divisione Forze speciali, fondata tra il 1993 ed il 1994, e la 55ª Divisione paracadutisti. La Jane's Sentinel Security Assessments riferisce che la 23ª Divisione Forze speciali è tra le formazioni più professionali dell'esercito iraniano, con almeno 6.000 soldati, i quali si ritiene siano regolari.
Le divisioni corazzate regolari, tra cui la 92ª Divisione corazzata, sono suddivise in tre brigate.
Il sito, Globalsecurity.org sulla sua pagina afferma, riferendosi all'esercito iraniano:

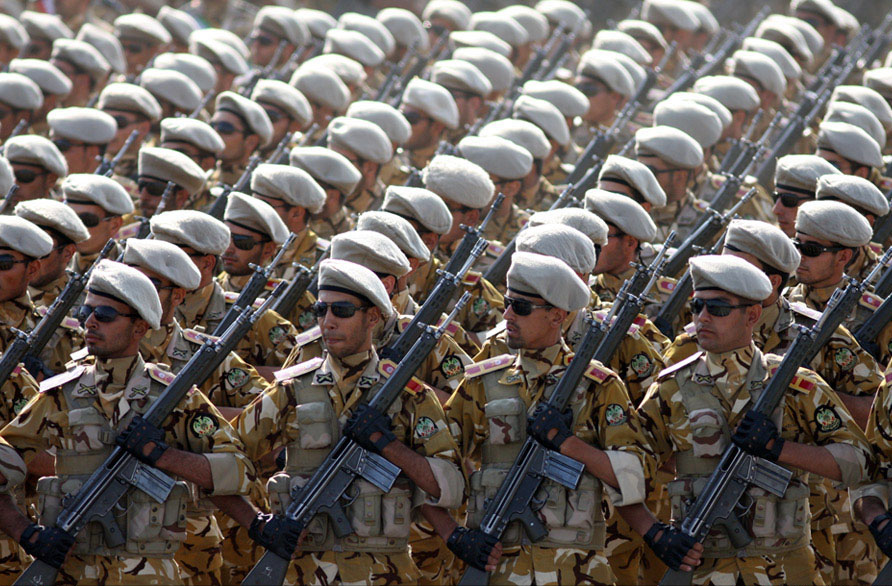
Soldati dell'IRIA marciano in formazione

- "La struttura della forza militare, l'ordine di battaglia, e le identificazioni specifiche dell'esercito iraniano differiscono molto tra le diverse fonti. Non è chiaro quindi, quali identificazioni siano più accurate. L'evoluzione delle unità iraniane nel corso del tempo è un po' opaca, e le denominazioni di guerra piuttosto datate, spesso pubblicate, e a volte si confondono le brigate con le divisioni. Durante la guerra Iran-Iraq alcune brigate formarono nuclei di nuove divisioni, probabilmente, con la fine della guerra ritornate allo status precedente."
- "L'esercito regolare possiede anche un certo numero di brigate e gruppi indipendenti, sulle quali non vi è quasi nessun dato affidabile sulla dimensione e il numero di queste formazioni. Queste includono una brigata logistica, una brigata di fanteria, una brigata aerea, brigate di forze speciali, chiamate Takavar, e cinque brigate / reggimenti di artiglieria. Vi sono anche un'unità di difesa costiera, e un numero crescente di gruppi di difesa aerea, da quattro a sei unità dell'aviazione e dell'esercito, e un numero crescente di formazioni di logistica ed approvvigionamento."
- "Sono stati inoltre pubblicati inoltre report poco attendibili. Alcune fonti sostengono che piccole formazioni leggere nell'esercito regolare includono un gruppo di forze aeree creato dopo la guerra Iran-Iraq. Questa formazione probabilmente include, la 29ª Divisione delle Forze Speciali, costituita tra il 1993 ed il 1994, e la 55ª Divisione Paracadutisti. Altre fonti sostengono che le forze di commando dell'esercito regolare e del Corpo delle guardie della Rivoluzione Islamica,(CGRI) sono integrati in un corpo di circa 30.000 soldati, con capacità di assalto aereo ed integrazione di elicotteri d'assalto. Queste forze di truppe speciali ed aviotrasportate, probabilmente si addestrando assieme ai Shiraz."

Molte di queste valutazioni sembrano essere violazioni del copyright da ricerche condotte da una ricerca condotta dalla Cattedra Burke in Strategia presso il Center for Strategic and International Studies, Washington, tra i quali, per esempio, possiamo leggere un aggiornato rapporto di bilancio militare datato 2012.
La maggior parte dei soldati dell'esercito iraniano sono ben addestrati e determinati, ma la loro attrezzatura è obsoleta. Usano principalmente attrezzature obsolete in stile occidentale o attrezzature più recenti prodotte localmente, che sono di qualità inferiore. I comandanti generalmente nominano gli uomini a posizioni di alto livello in base alla lealtà, piuttosto che alle abilità militari.
Dal 2010 l'esercito iraniano ha subito un processo di riorganizzazione denominato Piano Generale di Struttura Thamen alaeme (طرح جامع ساختاری ثامن الائمه). Il piano prevedeva la trasformazione da un modello centrato sulla divisione, verso un modello centrato sulla brigata, un riposizionamento delle basi militari, l'aggiunta di nuove unità e un aumento della mobilità delle unità dell'esercito esistenti. A tal fine, tale riorganizzazione ha spostato alcune brigate da divisioni esistenti e creandone di nuove al fianco di esse. Entro marzo 2012, in tutto l'esercito, erano state istituite 31 nuove brigate indipendenti.
Il comandante delle forze terrestri dell'esercito iraniano è il generale di brigata Kioumars Heydari.

## Gradi degli Ufficiali e degli Arruolati dell'esercito iraniano

### Ufficiali
| Gruppo gradi                                                      | Ufficiali generali/di bandiera | Ufficiali generali/di bandiera | Ufficiali generali/di bandiera | Ufficiali generali/di bandiera | Ufficiali generali/di bandiera | Ufficiali generali/di bandiera | Ufficiali generali/di bandiera | Ufficiali generali/di bandiera | Ufficiali generali/di bandiera | Ufficiali generali/di bandiera | Ufficiali da campo/senior | Ufficiali da campo/senior | Ufficiali da campo/senior | Ufficiali da campo/senior | Ufficiali da campo/senior | Ufficiali da campo/senior | Ufficiali junior       | Ufficiali junior       | Ufficiali junior       | Ufficiali junior       | Ufficiali junior       | Ufficiali junior       | Ufficiali junior                                                     | Ufficiali junior                                                     | Allievo ufficiale                                                    | Allievo ufficiale                                                    | Allievo ufficiale                                                    | Allievo ufficiale                                                    | Allievo ufficiale                                                    | Allievo ufficiale                                                    | Allievo ufficiale                                                    | Allievo ufficiale                                                    | Allievo ufficiale                                                    | Allievo ufficiale                                                    | Allievo ufficiale | Allievo ufficiale |
| ----------------------------------------------------------------- | ------------------------------ | ------------------------------ | ------------------------------ | ------------------------------ | ------------------------------ | ------------------------------ | ------------------------------ | ------------------------------ | ------------------------------ | ------------------------------ | ------------------------- | ------------------------- | ------------------------- | ------------------------- | ------------------------- | ------------------------- | ---------------------- | ---------------------- | ---------------------- | ---------------------- | ---------------------- | ---------------------- | -------------------------------------------------------------------- | -------------------------------------------------------------------- | -------------------------------------------------------------------- | -------------------------------------------------------------------- | -------------------------------------------------------------------- | -------------------------------------------------------------------- | -------------------------------------------------------------------- | -------------------------------------------------------------------- | -------------------------------------------------------------------- | -------------------------------------------------------------------- | -------------------------------------------------------------------- | -------------------------------------------------------------------- | ----------------- | ----------------- |
| Forze terrestri dell'Esercito della Repubblica Islamica dell'Iran |                                |                                | General                        | General                        | Lieutenant General             | Lieutenant General             | Major General                  | Major General                  | Brigadier General              | Brigadier General              | Colonel                   | Colonel                   | Lieutenant Colonel        | Lieutenant Colonel        | Major                     | Major                     | Captain                | Captain                | First Lieutenant       | First Lieutenant       | Second Lieutenant      | Second Lieutenant      | Third Lieutenant                                                     | Third Lieutenant                                                     |                                                                      |                                                                      |                                                                      |                                                                      |                                                                      |                                                                      |                                                                      |                                                                      |                                                                      |                                                                      |                   |                   |
| Forze terrestri dell'Esercito della Repubblica Islamica dell'Iran | ارتشبد‎ Arteshbod               | ارتشبد‎ Arteshbod               | سپهبد‎ Sepahbod                 | سپهبد‎ Sepahbod                 | سرلشکر‎ Sarlashkar              | سرلشکر‎ Sarlashkar              | سرتیپ‎ Sartip                   | سرتیپ دوم‎ Sartip dovom         | سرهنگ‎ Sarhang                  | سرهنگ‎ Sarhang                  | سرهنگ دوم‎ Sarhang dovom   | سرهنگ دوم‎ Sarhang dovom   | سرگرد‎ Sargord             | سرگرد‎ Sargord             | سروان‎ Sarvān              | سروان‎ Sarvān              | ستوان یکم‎ Sotvān yekom | ستوان یکم‎ Sotvān yekom | ستوان دوم‎ Sotvān dovom | ستوان دوم‎ Sotvān dovom | ستوان سوم‎ Sotvān sevom | ستوان سوم‎ Sotvān sevom | دانشجوی دانشگاه افسری امام علیع‎ Daneshjoye daneshgah afsari Imam Ali | دانشجوی دانشگاه افسری امام علیع‎ Daneshjoye daneshgah afsari Imam Ali | دانشجوی دانشگاه افسری امام علیع‎ Daneshjoye daneshgah afsari Imam Ali | دانشجوی دانشگاه افسری امام علیع‎ Daneshjoye daneshgah afsari Imam Ali | دانشجوی دانشگاه افسری امام علیع‎ Daneshjoye daneshgah afsari Imam Ali | دانشجوی دانشگاه افسری امام علیع‎ Daneshjoye daneshgah afsari Imam Ali | دانشجوی دانشگاه افسری امام علیع‎ Daneshjoye daneshgah afsari Imam Ali | دانشجوی دانشگاه افسری امام علیع‎ Daneshjoye daneshgah afsari Imam Ali | دانشجوی دانشگاه افسری امام علیع‎ Daneshjoye daneshgah afsari Imam Ali | دانشجوی دانشگاه افسری امام علیع‎ Daneshjoye daneshgah afsari Imam Ali | دانشجوی دانشگاه افسری امام علیع‎ Daneshjoye daneshgah afsari Imam Ali | دانشجوی دانشگاه افسری امام علیع‎ Daneshjoye daneshgah afsari Imam Ali |                   |                   |
| Forze terrestri dell'Esercito della Repubblica Islamica dell'Iran | Generale                       | Generale                       | Tenente generale               | Tenente generale               | Maggior generale               | Maggior generale               | Primo generale di brigata      | Secondo generale di brigata    | Colonnello                     | Colonnello                     | Tenente colonnello        | Tenente colonnello        | Maggiore                  | Maggiore                  | Capitano                  | Capitano                  | Primo tenente          | Primo tenente          | Secondo tenente        | Secondo tenente        | Terzo tenente          | Terzo tenente          | Allievo ufficiale dell'Accademia degli ufficiali Imam Ali            | Allievo ufficiale dell'Accademia degli ufficiali Imam Ali            | Allievo ufficiale dell'Accademia degli ufficiali Imam Ali            | Allievo ufficiale dell'Accademia degli ufficiali Imam Ali            | Allievo ufficiale dell'Accademia degli ufficiali Imam Ali            | Allievo ufficiale dell'Accademia degli ufficiali Imam Ali            | Allievo ufficiale dell'Accademia degli ufficiali Imam Ali            | Allievo ufficiale dell'Accademia degli ufficiali Imam Ali            | Allievo ufficiale dell'Accademia degli ufficiali Imam Ali            | Allievo ufficiale dell'Accademia degli ufficiali Imam Ali            | Allievo ufficiale dell'Accademia degli ufficiali Imam Ali            | Allievo ufficiale dell'Accademia degli ufficiali Imam Ali            |                   |                   |

### Arruolati
| Gruppo gradi                                                      | Sottufficiali senior        | Sottufficiali senior        | Sottufficiali senior        | Sottufficiali senior        | Sottufficiali senior        | Sottufficiali senior          | Sottufficiali senior          | Sottufficiali senior       | Sottufficiali senior       | Sottufficiali senior       | Sottufficiali senior       | Sottufficiali senior       | Sottufficiali senior       | Sottufficiali senior       | Sottufficiali senior       | Sottufficiali senior       | Sottufficiali senior       | Sottufficiali senior       | Sottufficiali senior       | Sottufficiali senior       | Sottufficiali senior       | Sottufficiali senior | Sottufficiali junior | Sottufficiali junior | Sottufficiali junior | Sottufficiali junior    | Sottufficiali junior    | Sottufficiali junior      | Arruolati                 | Arruolati                 | Arruolati                 | Arruolati                 | Arruolati                 | Arruolati    | Arruolati    | Arruolati |
| ----------------------------------------------------------------- | --------------------------- | --------------------------- | --------------------------- | --------------------------- | --------------------------- | ----------------------------- | ----------------------------- | -------------------------- | -------------------------- | -------------------------- | -------------------------- | -------------------------- | -------------------------- | -------------------------- | -------------------------- | -------------------------- | -------------------------- | -------------------------- | -------------------------- | -------------------------- | -------------------------- | -------------------- | -------------------- | -------------------- | -------------------- | ----------------------- | ----------------------- | ------------------------- | ------------------------- | ------------------------- | ------------------------- | ------------------------- | ------------------------- | ------------ | ------------ | --------- |
| Forze terrestri dell'Esercito della Repubblica Islamica dell'Iran |                             |                             |                             |                             |                             |                               |                               |                            |                            |                            |                            |                            |                            |                            |                            |                            |                            |                            |                            |                            |                            |                      |                      |                      |                      |                         |                         |                           |                           |                           |                           |                           |                           |              |              |           |
| استوار یکم‎ Ostovar yekom                                          | استوار یکم‎ Ostovar yekom    | استوار یکم‎ Ostovar yekom    | استوار یکم‎ Ostovar yekom    | استوار یکم‎ Ostovar yekom    | استوار یکم‎ Ostovar yekom    | استوار دوم‎ Ostovar dovom      | استوار دوم‎ Ostovar dovom      | گروهبان یکم‎ Goruhban yekom | گروهبان یکم‎ Goruhban yekom | گروهبان دوم‎ Goruhban dovom | گروهبان دوم‎ Goruhban dovom | گروهبان دوم‎ Goruhban dovom | گروهبان دوم‎ Goruhban dovom | گروهبان دوم‎ Goruhban dovom | گروهبان دوم‎ Goruhban dovom | گروهبان سوم‎ Goruhban sevom | گروهبان سوم‎ Goruhban sevom | گروهبان سوم‎ Goruhban sevom | گروهبان سوم‎ Goruhban sevom | گروهبان سوم‎ Goruhban sevom | گروهبان سوم‎ Goruhban sevom | سرجوخه‎ Sarjukheh     | سرجوخه‎ Sarjukheh     | سرجوخه‎ Sarjukheh     | سرجوخه‎ Sarjukheh     | سرباز یکم‎ Sarbaz yekom  | سرباز یکم‎ Sarbaz yekom  | سرباز دوم‎ Sarbaz dovom    | سرباز دوم‎ Sarbaz dovom    | سرباز دوم‎ Sarbaz dovom    | سرباز دوم‎ Sarbaz dovom    | سرباز دوم‎ Sarbaz dovom    | سرباز دوم‎ Sarbaz dovom    | سرباز‎ Sarbaz | سرباز‎ Sarbaz |           |
| Maresciallo di prima classe                                       | Maresciallo di prima classe | Maresciallo di prima classe | Maresciallo di prima classe | Maresciallo di prima classe | Maresciallo di prima classe | Maresciallo di seconda classe | Maresciallo di seconda classe | Sergente di prima classe   | Sergente di prima classe   | Sergente di seconda classe | Sergente di seconda classe | Sergente di seconda classe | Sergente di seconda classe | Sergente di seconda classe | Sergente di seconda classe | Sergente di terza classe   | Sergente di terza classe   | Sergente di terza classe   | Sergente di terza classe   | Sergente di terza classe   | Sergente di terza classe   | Caporale             | Caporale             | Caporale             | Caporale             | Soldato di prima classe | Soldato di prima classe | Soldato di seconda classe | Soldato di seconda classe | Soldato di seconda classe | Soldato di seconda classe | Soldato di seconda classe | Soldato di seconda classe | Soldato      | Soldato      |           |

## Comandanti
- Generale di brigata Kioumars Heydari (2016 - in carica)[29]

## Equipaggiamento

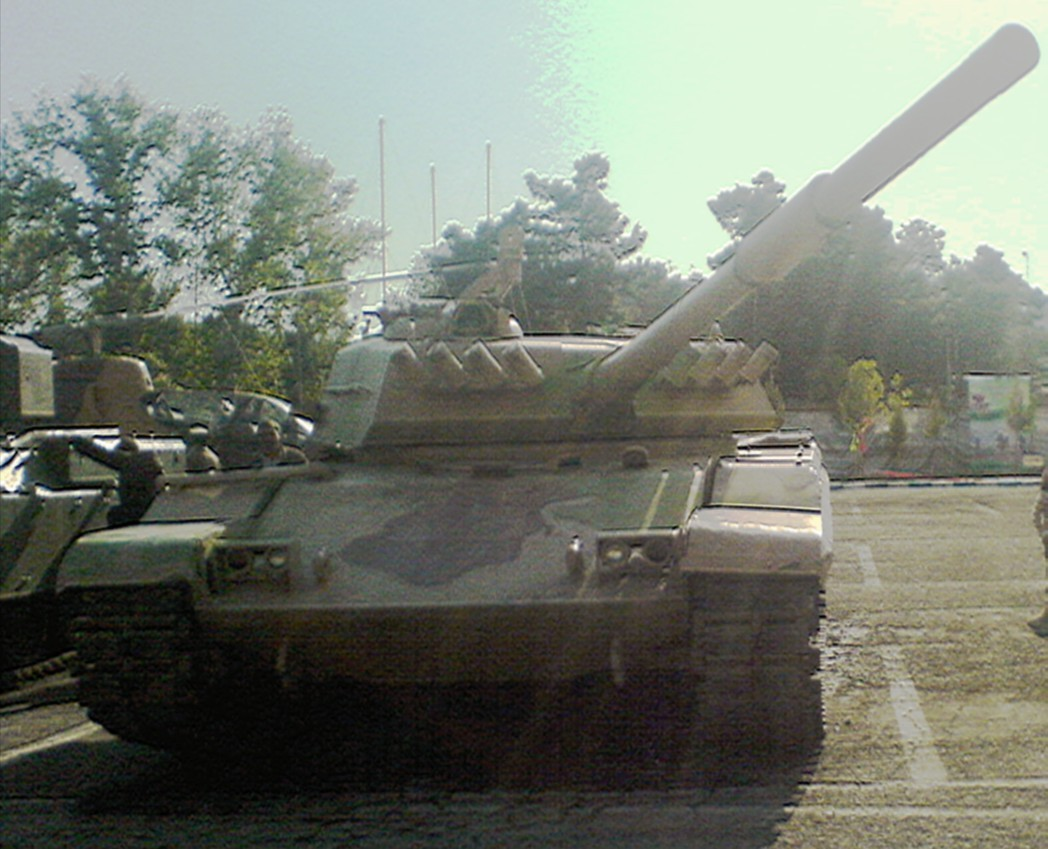
Un carro armato Zulfiqar

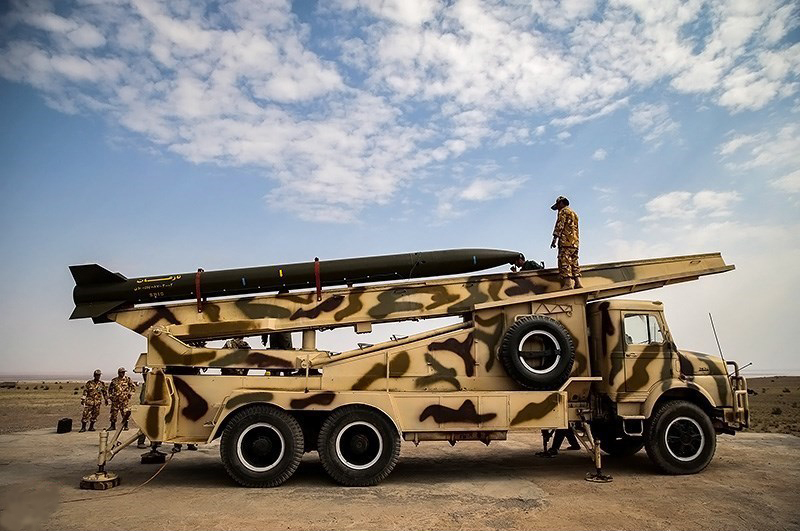
Razzi d'artiglieria a lungo raggio Naze'at

I carri armati iraniani comprendono circa 1.500 Zulfiqar: 480 T-72, 150 M-60A1, 75 T-62, 100 Chieftain Mk 3/Mc 5, 540 T-54/T-55/Type 59, e 150 M-47/M-48.
Lo Zulfiqar è il più recente carro armato da combattimento prodotto dall'industria della difesa dell'Iran, dal nome della spada leggendaria di Hazrat Ali. Nato da un'idea del generale di brigata Mir-Younes Masoumzadeh, vice comandante delle forze terrestri per la ricerca e l'autosufficienza delle forze armate, il veicolo venne sviluppato dalle principali componenti del carro armato americano M-60. Una delle caratteristiche che attirò l'attenzione del Ministero della Difesa è che le parti prodotte dagli indigeni vennero utilizzate in esso. I prototipi del carro armato vennero testati nel 1993. Sei prototipi semi-industriali vennero prodotti e testati nel 1997. L'IISS stima che circa 150 Zulfiqar 1 sono ora in servizio.
Il principale elicottero d'attacco dell'Esercito della Repubblica islamica dell'Iran è l'AH-1 SuperCobra. Il numero di AH-1JS in servizio venne stimato dall'IISS nel 2009 come 50, anche se 202 vennero consegnati prima della rivoluzione iraniana del 1979. L'Iran gestisce anche un numero imprecisato di Panha 2091, un aggiornamento privo di licenza e prodotto localmente, dell'AH-1J.
Il principale elicottero da trasporto dell'Esercito della Repubblica Islamica dell'Iran è il CH-47C Chinook. Il numero di CH-47C in servizio venne stimato in 20. Probabilmente 57 furono consegnati prima della Rivoluzione iraniana del 1979. L'Esercito della Repubblica Islamica dell'Iran perse uno dei loro nel 2011.

### Mezzi Aerei
Sezione aggiornata annualmente in base al World Air Force di Flightglobal del corrente anno. Tale dossier non contempla UAV, aerei da trasporto VIP ed eventuali incidenti accorsi durante l'anno della sua pubblicazione. Modifiche giornaliere o mensili che potrebbero portare a discordanze nel tipo di modelli in servizio e nel loro numero rispetto a WAF, vengono apportate in base a siti specializzati, periodici mensili e bimestrali. Tali modifiche vengono apportate onde rendere quanto più aggiornata la tabella.
| Aeromobile                     | Origine     | Tipo                            | Versione (denominazione locale) | In servizio (2024) | Note | Immagine |
| Aerei da trasporto             |             |                                 |                                 |                    | |          |
| Fokker F27                     | Paesi Bassi | Aereo da trasporto              | F-27-400M F-27 Mk.600           | 1                  | |          |
| Aero Commander Turbo Commander | Stati Uniti | aereo da trasporto              | Turbo Commander                 | 3                  | |          |
| Elicotteri                     |             |                                 |                                 |                    | |          |
| Bell AH-1 Cobra                | Stati Uniti | elicottero d'attacco            | AH-1J                           | 9                  | 9 AH-1J in servizio all'agosto 2021, modificati per lanciare il nuovo missile aria-superficie Qaem-114. |          |
| Bell 206                       | Stati Uniti | elicottero utility              | B 206                           | 3                  | |          |
| Bell 214                       | Stati Uniti | elicottero utility              | B 214                           | 24                 | |          |
| Boeing CH-47 Chinook           | Stati Uniti | elicottero da trasporto pesante | CH-47C                          | 38                 | |          |